# Neferkaure
Neferkaure je bil faraon Osme egipčanske dinastije, ki je vladala v prvem vmesnem obdobju Egipta (22. stoletje pr. n. št.). Po Abidoškem seznamu kraljev in Ryholtovem rekonstruiranem Torinskem seznamu kraljev je bil petnajsti vladar Osme dinastije. Z Ryholtom se strinjajo tudi egiptologi Jürgen von Beckerath, Thomas Schneider in Darell Baker. Kot faraon Osme dinastije je vladal iz Memfisa in verjetno ne na vsem ozemlju Egipta.

## Dokazi
Neferkauhor je omenjen v 54. vnosu Abidoškega seznama kraljev, ki je bil sestavljen med vladanjem Setija I. približno 900 let po prvem vmesnem obdobju Egipta. Na Torinskem seznamu kraljev je 11. vrstica 5 kolone, kje bi moralo biti njegovo ime, poškodovana, dolžina njegove vladavine,  "4 leta, 2 meseca in 0 dni", pa se je ohranila.
Neferkaure je znan tudi iz fragmentiranega napisa na apnenčasti plošči, znanega kot Koptski dekret. Napis omenja darovanja Minovemu templju v Koptosu. Eden od fragmentov je razstavljen v galeriji Metropolitan Museum of Art, New York. Dekret je datiran v četrto leto Neferkaurejevega vladanja, ki je hkrati najvišje dokazano vladarsko leto od vseh  faraonov Osme dinastije. Prvi znak faraonovega Horovega imena je popolnoma jasen, drugi pa je sporen. Von Beckerath  bere samo prvi del imena kot Kha[...], medtem ko Baker in Hayes  bereta celega kot Khabau. Dekret je naslovljen na takratnega guvernerja Gornjega Egipta Šemaja in določa, koliko daritev mora v pravilnih časovnih intervalih nameniti Minovemu templju v Koptosu.